# Zophodia analamprella
Zophodia analamprella är en fjärilsart som beskrevs av Dyar 1922. Zophodia analamprella ingår i släktet Zophodia och familjen mott. Inga underarter finns listade i Catalogue of Life.